# 51825 Девідбравн
51825 Девідбравн (51825 Davidbrown) — астероїд головного поясу, відкритий 19 липня 2001 року.
Тіссеранів параметр щодо Юпітера — 3,240.